# 河南广播电视台都市频道
河南广播电视台都市频道是河南广播电视台下属的一个电视频道，自1997年10月20日开播。频道以城市人群为主要传播对象，以社会新闻为主干，集影视、娱乐、资讯于一体的综合性省级地面频道。

## 简介
频道已通过有线光纤和无线发射两种方式全面覆盖河南境内18个地市，20个县级市，98个县，收视人口近1亿。2003年，都市频道创收迈过亿元大关，成为河南省强势媒体。
2004年4月1日，频道新增两个发射塔正式开机，完成对河南80%以上人口的无线覆盖。

## 定位
- 基本定位：“面向都市民众、凸显都市风格、服务都市生活、展现都市风采”；
- 活动理念：“岁月久远、关爱不变”；
- 管理理念：“导向正确、开拓创新，以人为本、节目第一”。[1]

## 主要节目
目前自制类和编辑类栏目有10个，自制节目每日有五个半小时，24小时连续播出。据央视索福瑞媒介研究公司收视率调查显示，都市频道至今最高时段收视率达46%，创河南台和都市频道开播以来历史最高记录。每晚19：30—22：00在郑州地区已形成以《都市报道》和《都市剧场》为中心的平均高于14%的高收视区。
另外，河南福彩22选5游戏开奖节目也安排在都市频道播出。
该频道目前主要有以下节目：

### 日播节目
- 都市报道
- 孟子约（原都市快报扩大版，独立节目，不属于都市报道）
- 都市1直播
- 都市剧场
- 白天剧场
- 夜剧场
- 打鱼晒网（网络新闻脱口秀节目）
- 都市007
- 食客准备着
- 天天福彩

### 季播节目
- 你最有才
- 百变美人计

### 已停播
- 情感密码
- 星登陆
- 手工电影坊
- 寻找新主播

## 荣誉
都市频道先后三次获得河南省级先进集体荣誉称号，以及一次国家广播电影电视总局、国家人事部授予的“全国广播电影电视系统先进集体”荣誉称号。2006年8月，都市频道报道部被共青团中央授予“全国青年文明号”。2007年，都市频道荣获“全国地面频道十强”称号。2008年成为“tv地标-全国地面频道十强”。

## 事件
2023年7月3日，河南電視台都市頻道都市報道欄目出品了一檔深度調查欄目《缅北归来》，該節目記者沿中國大陸十个省、自治区並深入緬甸詐騙組織一路直播和采访，揭露了缅甸的非法偷渡和电信诈骗等行为，其記者冒着生命危险进行了长达120天的卧底调查。該節目採訪了來自河南開封的一名受害者，該受害者的表哥以高薪诱骗卖到缅甸，被迫从事电信诈骗工作。缅北电诈公司表示其家属要拿錢来赎人，但此節目播出後电诈团伙改变态度，他们要求把相关报道视频下架就放人。为保护受害者，都市频道下架了视频。而受害者如今已安全回到了国内。
節目播出後，在網絡上引發了爭論，有網民稱讚報導的記者，但也有人質疑其報導是虛假報導，並不符合真實的事實。後來都市報道對此進行了回應。